# Egon Zill
Egon Gustav Adolf Zill (ur. 28 marca 1906, zm. 1974) – zbrodniarz hitlerowski, SS-Sturmbannführer z legitymacją numer 535 z 1927, KZ-Kommandant obozów koncentracyjnych: Hinzert, Flossenbürg i Natzweiler-Struthof.

## Życiorys
Urodził się w miejscowości Plauen (niedaleko Lipska) w Saksonii. Po ukończeniu szkoły podstawowej pracował jako piekarz. Do NSDAP i SA wstąpił jeszcze przed puczem w Monachium i uwięzieniem Hitlera. W 1925 Zill został także członkiem SS, otrzymując w niej bardzo niski numer 235. W 1927 został dozorcą w miejscowej fabryce i dopiero w 1934 rozpoczął służbę w SS na pełnym etacie. Służbę w niemieckich obozach koncentracyjnych (trwała ona aż do 1943) rozpoczął w małym obozie koncentracyjnym koło Chemnitz.
Zill stopniowo wspinał się w obozowej hierarchii, służąc kolejno w niemieckich obozach koncentracyjnych: Hohnstein, Sachsenburg, Dachau, Lichtenburg oraz Ravensbrück. Uwieńczeniem jego kariery obozowej były stanowiska komendanta obozów w Hinzert, Flossenbürg (KL) i Natzweiler-Struthof. Awanse te Zill zawdzięczał okrucieństwu i sadyzmowi, z jakim traktował więźniów. Jego zachowanie w każdym kolejnym obozie było coraz bardziej brutalne. Nie tylko rozkazywał dokonywanie wielu zbrodni, ale często osobiście ich dokonywał. Jako że był niewielkiego wzrostu, nadano mu przydomek „Mały Zill”.
Świadkowie zeznali, że osobiście torturował paradujących przed nim nago jeńców radzieckich. Niemiłosiernie katował ich biczem, a następnie wybierał spośród nich ofiary, które następnie osobiście rozstrzeliwał. Znany był też z tego, iż molestował seksualnie więźniarki (zachorował raz nawet na chorobę weneryczną). Jako Lagerführer (kierownik obozu) w Dachau Zill przywiązywał więźniów do drzew, a następnie szczuł psa na ich genitalia. Oprócz tego nieustannie na różne inne sposoby torturował więźniów, także wówczas gdy był już komendantem wspomnianych wyżej obozów. 10 maja 1943 przeniesiono go do służby w 7. Ochotniczej Dywizji SS „Prinz Eugen” (7. Freiwillige Division „Prinz Eugen”), a od 1 września 1944 służył w 23. Górskiej Dywizji Waffen-SS „Kama” (2. chorwacka) (23. Gebirgs-Division der Waffen-SS „Kama” (kroatische Nr. 2)). 9 stycznia 1945 został przeniesiony do punktu rekrutacji ochotników litewskich do Waffen-SS w Gdańsku.
Po zakończeniu wojny ukrył się, zmieniając nazwisko. Jednak zarejestrował dziecko pod swoim prawdziwym nazwiskiem, co spowodowało ujawnienie Zilla, jego aresztowanie i postawienie przed sądem RFN. W 1955 sąd w Monachium skazał go na dożywocie (najwyższy wymiar kary), lecz po rozprawie apelacyjnej wyrok zredukowano do jedynie 15 lat pozbawienia wolności. Wyszedł na wolność w 1970 roku. Zmarł w 1974 w mieście Dachau, niedaleko obozu, w którym kiedyś pełnił służbę.